# Morro dos Homens

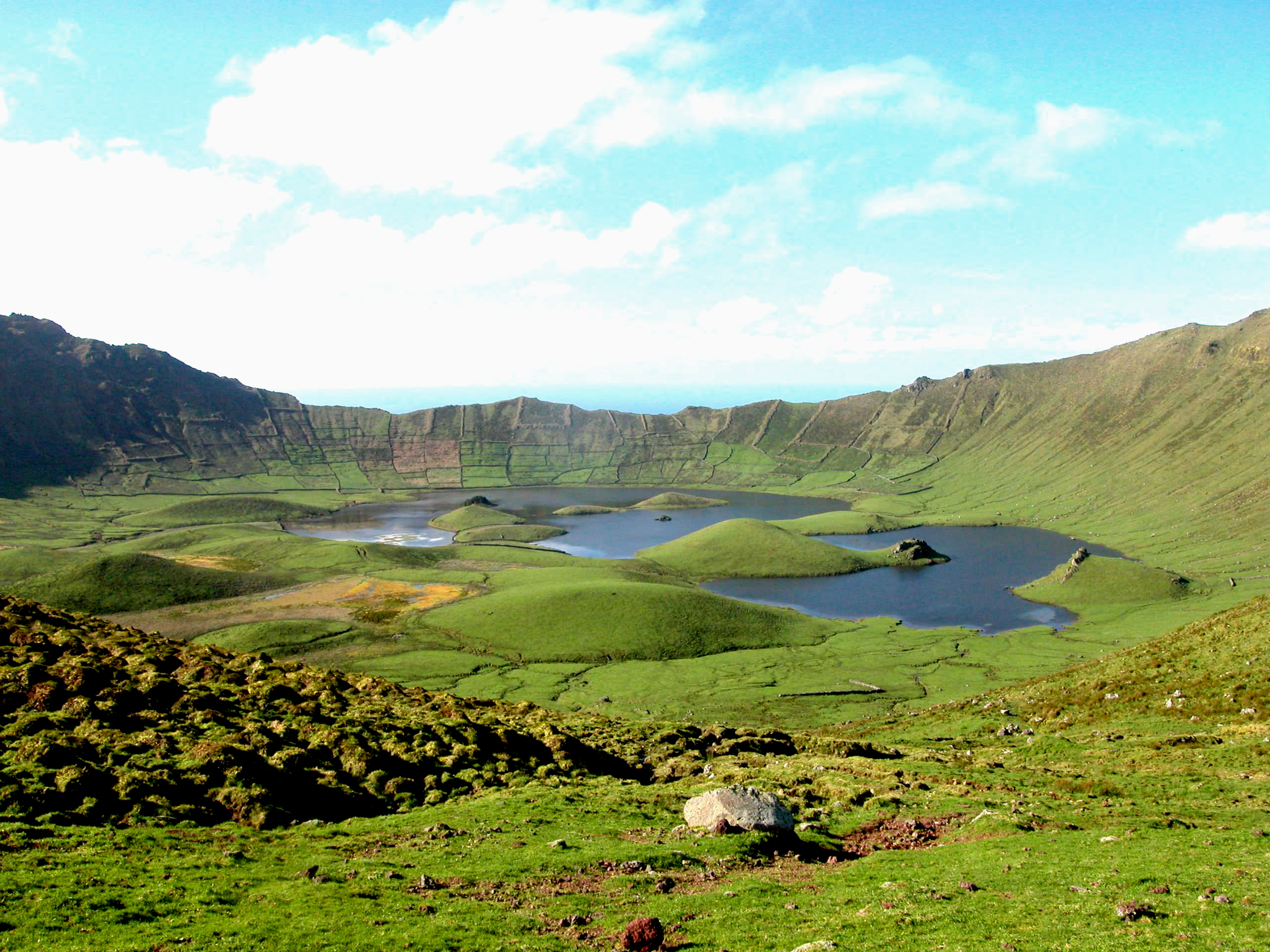
Lagoa do Caldeirão, ilha do Corvo.

O Morro dos Homens é uma elevação portuguesa localizada no concelho de Vila do Corvo, ilha do Corvo, arquipélago dos Açores.
Este acidente geológico faz geograficamente parte do vulcão central da ilha do Corvo, do qual é o ponto mais alto elevando-se a 718 metros de altitude acima do nível do mar. Encontra-se próximo da Lomba Redonda e nas suas imediações nasce a Ribeira da Lapa que vai desaguar na zona denominada Zimbral, próxima às Calçadas, Vila do Corvo.